# 1963 en mathématiques
| Années des mathématiques : 1960 - 1961 - 1962 - 1963 - 1964 - 1965 - 1966    |
| Décennies des mathématiques : 1930 - 1940 - 1950 - 1960 - 1970 - 1980 - 1990 |

Cet article présente les faits marquants de l'année 1963 en mathématiques.

## Évènements
- 15 décembre : Paul Cohen démontre que l'hypothèse du continu ne dépend pas de la théorie des ensembles ZFC[1],[2].

## Naissances
- 27 janvier : Luigi Ambrosio, mathématicien italien.
- 7 février : Javier Perez-Capdevila, mathématicien cubain.
- 16 février : Alexandre Razborov, mathématicien et informaticien théoricien soviétique et russe.
- 10 mars : Jiří Matoušek (mort en 2015), mathématicien et informaticien théoricien tchèque.
- 14 mars : Lia Bronsard, mathématicienne canadienne.
- 18 mars : Tan Lei (morte en 2016), mathématicienne chinoise.
- 1er avril : Grégoire Allaire, mathématicien français.
- 22 avril : Frédéric Hélein, mathématicien français.
- 29 avril : Susanna Terracini, mathématicienne italienne.
- 19 mai : Günter M. Ziegler, mathématicien allemand.
- 23 mai : Viviane Baladi, mathématicienne franco-suisse.
- 27 juin : Luigi Ambrosio, mathématicien italien.
- 4 juillet : Nigel Higson, mathématicien canadien.
- 7 juillet : Jan Nekovář (mort en 2022), mathématicien tchèque.
- 11 septembre : Weinan E, mathématicien chinois.
- 20 septembre : Jonathan Keating, mathématicien britannique.
- 5 octobre : Yuval Peres, mathématicien israélien.
- 8 octobre : Maciej Zworski, mathématicien polonais canadien et américain.
- 20 novembre : William Timothy Gowers, mathématicien anglais, médaille Fields en 1998.

- Pascal Auscher, mathématicien français.
- Peter Kronheimer, mathématicien britannique.
- Arno Kuijlaars, mathématicien néerlandais.

## Décès
- 18 janvier : Edward Charles Titchmarsh (né en 1899), mathématicien britannique.
- 23 février : Antonio Signorini (né en 1888 à Arezzo), mathématicien italien, spécialiste des inéquations variationnelles.
- 23 mars : Thoralf Skolem (né en 1887), mathématicien et logicien norvégien.
- 19 juin : Vicente Ferreira da Silva (né en 1916), philosophe et mathématicien brésilien.
- 20 juin : Raphaël Salem (né en 1898), mathématicien français.
- 29 mai : Vladimir Aleksandrovich Kostitzine (né en 1883), bio-mathématicien russe.
- 16 septembre : Johannes Droste (né en 1886), mathématicien néerlandais.
- 17 octobre : Jacques Hadamard (né en 1865), mathématicien français.